# Квитка, Илья Иванович
Илья Иванович Квитка (1745 г. — после 1814 г.) — харьковский писатель, близкий к духовенству. Сын полковника Ивана Григорьевича Квитки и Параскевы Андреевны (урождённой Горленко), племянник святителя Иоасафа Белгородского).
Известен как автор исторического исследования «Записки о слободских полках с начала их поселения до 1766 г.», изданного в городе Харькове в 1814 на средства его племянника, Г. Ф. Квитки. Предполагают, что ему же принадлежит «Краткое историческое описание Малой России до 1765 г. с дополнением о запорожских казаках», изд. О. М. Бодянским в 1848.

## Сочинения
- Краткое историческое описание о Малой России до 1765 года : С доп. о запорож. казаках и прил., касающимися до сего описания, собр. из летописей, пол. и малорос. журн. или записок ген. Гордона, Страленберга, швед. историка, из жизнеописания о государе Петре Великом архиеп. Феофаном Прокоповичем и греком Антонием Катифором, фамильных записок и публ. указов. 1789 / [Предисл. О. Бодянского]. — Москва : [Имп. о-во истории и древностей рос.], 1848. — [3], 56 с.